# 西关街道 (洛阳市)
西关街道，是中华人民共和国河南省洛陽市老城区下辖的一个乡镇级行政单位。

## 行政区划
西关街道下辖以下地区：
金业路社区、周公庙社区、一运院社区、环城西路社区、建机社区和唐宫东路社区。